# Кубок Украинской ССР по футболу 1974
22-й розыгрыш Кубка УССР состоялся с мая по ноябрь 1974 года. Участие принимала 21 команда мастеров. Обладателем Кубка стала симферопольская «Таврия».

## 1/16 финала
Первые матчи 1/16 финала состоялись 24 мая 1974 года, на полях команд указанных первыми. Ответные матчи состоялись 12 июня
| Команда 1                | Итог | Команда 2                  | 1-й матч | 2-й матч |
| ------------------------ | ---- | -------------------------- | -------- | -------- |
| «Строитель» (Тернополь)  | 2:3  | «Локомотив» (Херсон)       | 2:1      | 0:2      |
| «Локомотив» (Винница)    | 2:3  | «Авангард» (Севастополь)   | 1:0      | 1:3      |
| «Буковина» (Черновцы)    | 2:4  | «Колос» (Полтава)          | 0:0      | 2:4      |
| «Автомобилист» (Житомир) | 2:1  | «Фрунзенец» (Сумы)         | 2:0      | 0:1      |
| «Динамо» (Хмельницкий)   | 0:3  | «Судостроитель» (Николаев) | 0:0      | 0:3      |
| «Звезда» (Кировоград)    | 0:2  | СК Луцк                    | 0:0      | 0:2      |
| «Гранит» (Черкассы)      | 3:3  | «Авангард» (Ровно)         | 3:1      | 0:2      |
| «Говерла» (Ужгород)      | 3:0  | «Металлист» (Харьков)      | 2:0      | 1:0      |
| СК Чернигов              | 2:1  | «Кривбасс» (Кривой Рог)    | 2:0      | 0:1      |

## 1/8 финала
Первые матчи 1/8 финала состоялись 20 июля 1974 года, на полях команд указанных первыми. Ответные матчи состоялись 21 августа
| Команда 1                | Итог | Команда 2                  | 1-й матч | 2-й матч     |
| ------------------------ | ---- | -------------------------- | -------- | ------------ |
| «Колос» (Полтава)        | 2:2  | «Авангард» (Севастополь)   | 1:1      | 1:1 пен. 3:4 |
| «Автомобилист» (Житомир) | 5:5  | «Судостроитель» (Николаев) | 0:2      | 5:3          |
| «Авангард» (Ровно)       | 3:7  | «Говерла» (Ужгород)        | 2:1      | 1:6          |
| СК Луцк                  | 4:5  | СК Чернигов                | 3:2      | 1:3          |

## Четвертьфинал
Первые четвертьфинальные матчи состоялись 23 сентября 1974 года, на полях команд указанных первыми. Ответные матчи состоялись 14 октября
| Команда 1                   | Итог | Команда 2                | 1-й матч | 2-й матч |
| --------------------------- | ---- | ------------------------ | -------- | -------- |
| «Спартак» (Ивано-Франковск) | 4:6  | «Локомотив» (Херсон)     | 3:1      | 1:5      |
| «Колос» (Полтава)           | 0:2  | «Автомобилист» (Житомир) | 0:0      | 0:2      |
| «Таврия» (Симферополь)      | 4:1  | «Говерла» (Ужгород)      | 3:1      | 1:0      |
| «Металлург» (Запорожье)     | 5:5  | СК Чернигов              | 4:2      | 1:3      |

## Полуфинал
Первые полуфинальные матчи состоялись 4 ноября 1974 года, на полях команд указанных первыми. Ответные матчи состоялись 10 ноября
| Команда 1              | Итог | Команда 2                | 1-й матч | 2-й матч |
| ---------------------- | ---- | ------------------------ | -------- | -------- |
| «Локомотив» (Херсон)   | 4:5  | «Автомобилист» (Житомир) | 4:1      | 0:4      |
| «Таврия» (Симферополь) | 3:2  | СК Чернигов              | 0:1      | 3:1      |

## Финал
| 12 ноября 1974 года | \| «Автомобилист» Житомир \| 1:2 \| «Таврия» Симферополь \| \| Шишков 60′ \| Голы \| 52′ Климов · 55′ Черемисин \| | Стадион им. Ленинского комсосмола, Житомир Судьи: Юрий Сергеенко (Харьков) Б.Шевцов, С.Щербак (оба - Киев) |
| Составы: · Автомобилист: Журба, Козинец, Шишков, Паламарчук, Кравчук (Наумов), Зеленский (Ширнин), Чирва, Сладковский, Васютин, Кугайкевич, Пинчук · Гл. тренер: Виктор Жилин · Таврия: Занин, Жилин, Туховский, Гусев, Лущенко, Кванин, Коробочка, Климов, Орлов, Черемисин, Прилепский · Гл. тренер: Сергей Шапошников · Чирва (А), Сладковский (А), Кванин (Т), Коробочка (Т) | | |
| «Автомобилист» Житомир | 1:2 | «Таврия» Симферополь                                                                                       |
| Шишков 60′ | Голы | 52′ Климов · 55′ Черемисин                                                                                 |

| 16 ноября 1974 года | \| «Таврия» Симферополь \| 2:0 \| «Автомобилист» Житомир \| \| Климов 4′, 70′ \| Голы \| \| | «Локомотив», Симферополь Судьи: Константин Вихров (Киев) Гринберг, Хохуленко (оба - Киев) |
| Составы: Таврия: Юрковский (Занин), Гусев, Туховский, Жилин, Лущенко, Кванин, Авдеев (Коробочка), Климов, Орлов, Черемисин (Морозов), Прилепский Гл. тренер: Сергей Шапошников Автомобилист: Журба, Козинец, Наумов (Нагин), Кравчук, Ширнин, Зеленский, Чирва (Годованюк), Сладковский, Васютин, Паламарчук, Пинчук Гл. тренер: Виктор Жилин |                                                                                             |                                                                                           |
| «Таврия» Симферополь | 2:0                                                                                         | «Автомобилист» Житомир                                                                    |
| Климов 4′, 70′ | Голы                                                                                        |                                                                                           |